# Игаргар
Игарга́р — уэд (сухое русло с временным водотоком) на западе Сахары, один из наиболее протяжённых в Алжире.
Длина русла составляет более 1100 км. Игаргар берёт начало на нагорье Ахаггар на высоте около 2000 м, где сохраняется постоянный водоток. Направляется на север в глубоком ущелье. В среднем течении русло засыпано песками пустыни Большой Восточный Эрг.
Севернее Игаргар продолжается под названием Рир с оазисом Тургут. Во влажные доисторические эпохи уэд достигал озера на месте впадины Шотт-Мельгир. На некоторых участках уэда под воздействием ветров субширотного направления и восходящих токов воздуха формируются барханные гряды и звёздчатые дюны.